# 普拉伯检查哨
普拉伯检查哨（Checkpoint Bravo）是西柏林与民主德国边境上的一个高速公路检查站，盟军将其称作“检查站B”（Checkpoint B），该检查站在德语中的名称是德威茨-德莱林登过境站（Grenzübergangsstelle Drewitz-Dreilinden），以检查站所在位置命名。
这座检查站设在德国115高速公路上，地处柏林市尼古拉湖和勃兰登堡州克莱因马赫诺德威茨边界上。该检查站是东德过境交通的出入境检查站之一。

## 历史
两德统一后，该检查站建筑被改造为检查哨博物馆，其余广大面积则被改建为“德莱林登欧洲公园”

## 图像

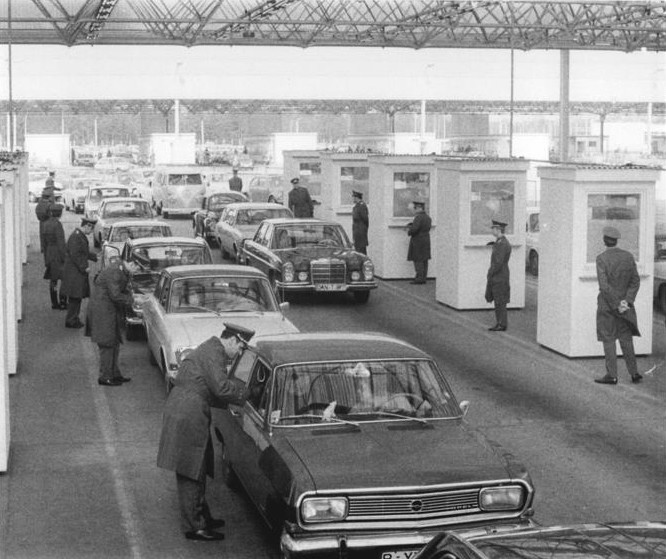
1972年3月旅行限制解除后的阻塞情况
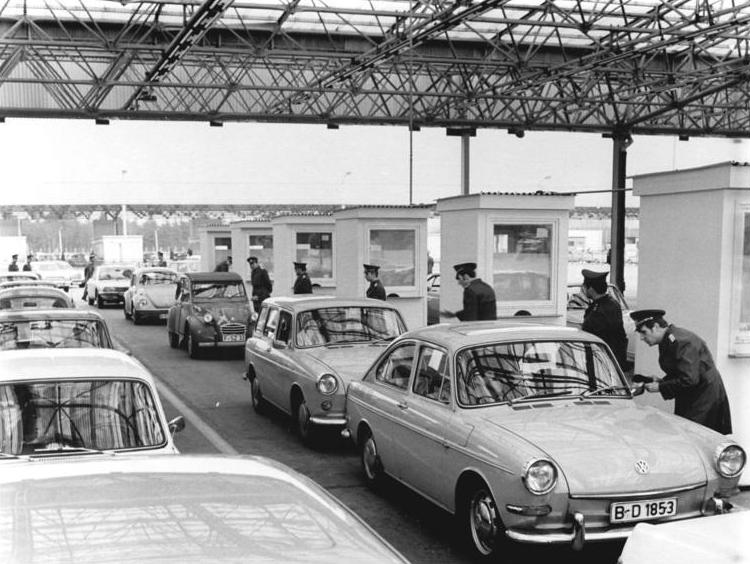
1972年3月旅行限制解除后的阻塞情况
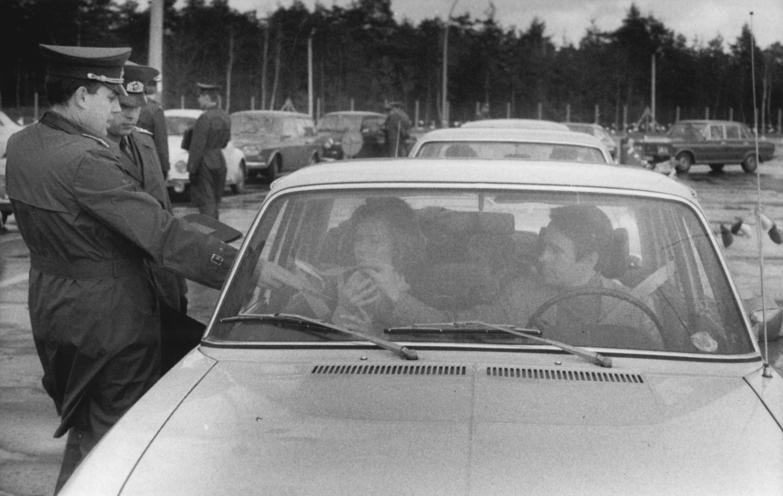
东德边防军检查车辆，1972年3月
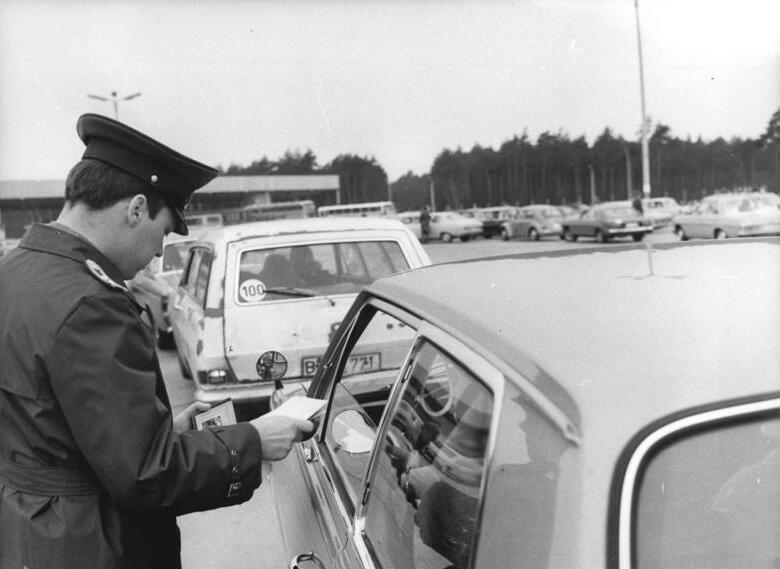
东德边防军检查车辆，1972年3月
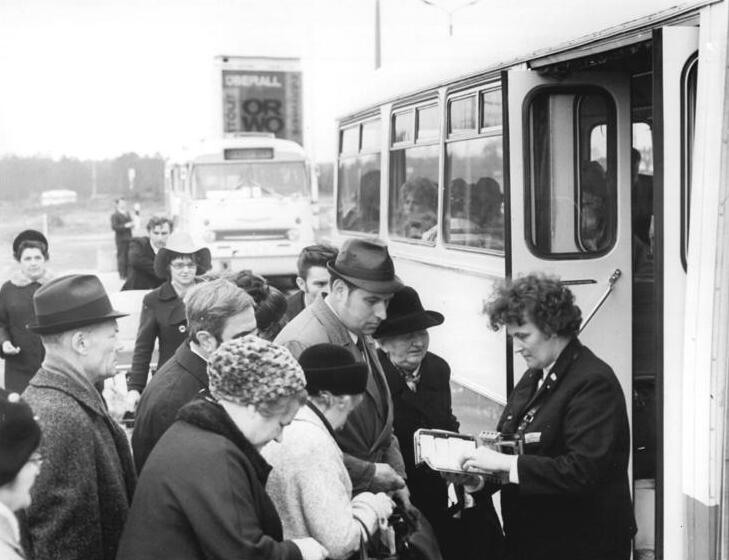
西柏林旅客登上公共汽车，1972年3月
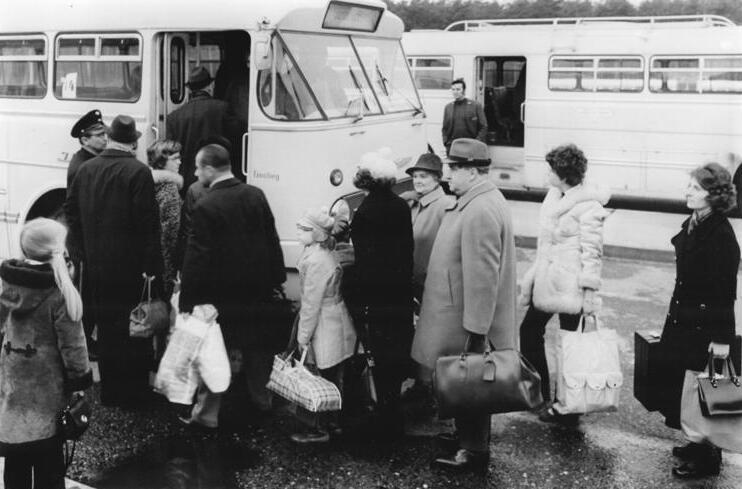
西柏林旅客登上公共汽车，1972年3月
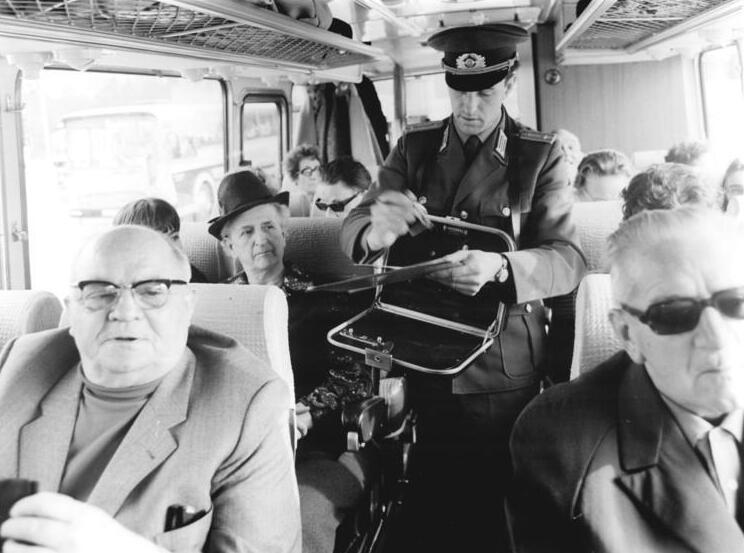
东德边防军检查乘客的通行证件，1972年3月
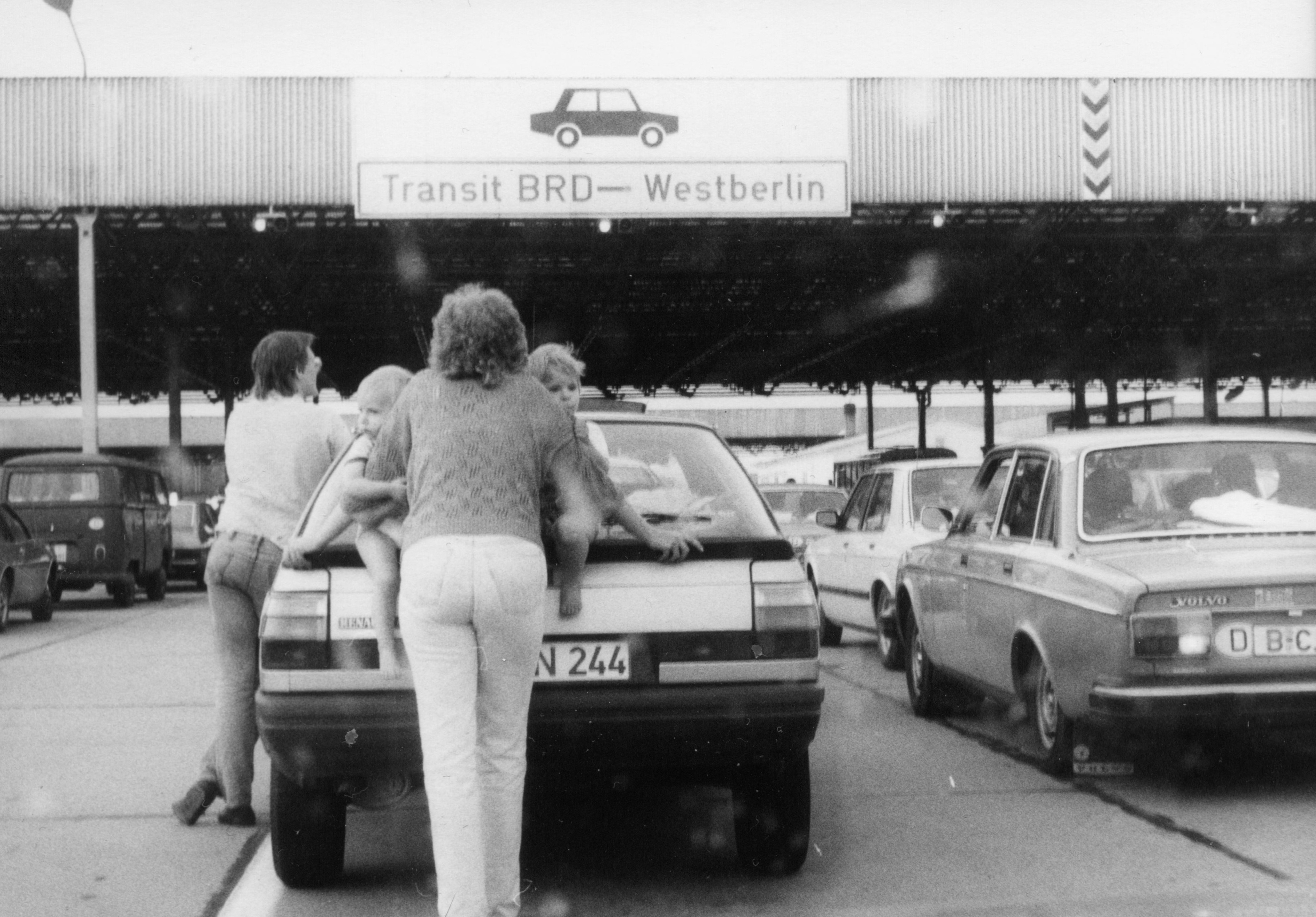
1986年的普拉伯检查哨，旅行者推汽车以节省汽油
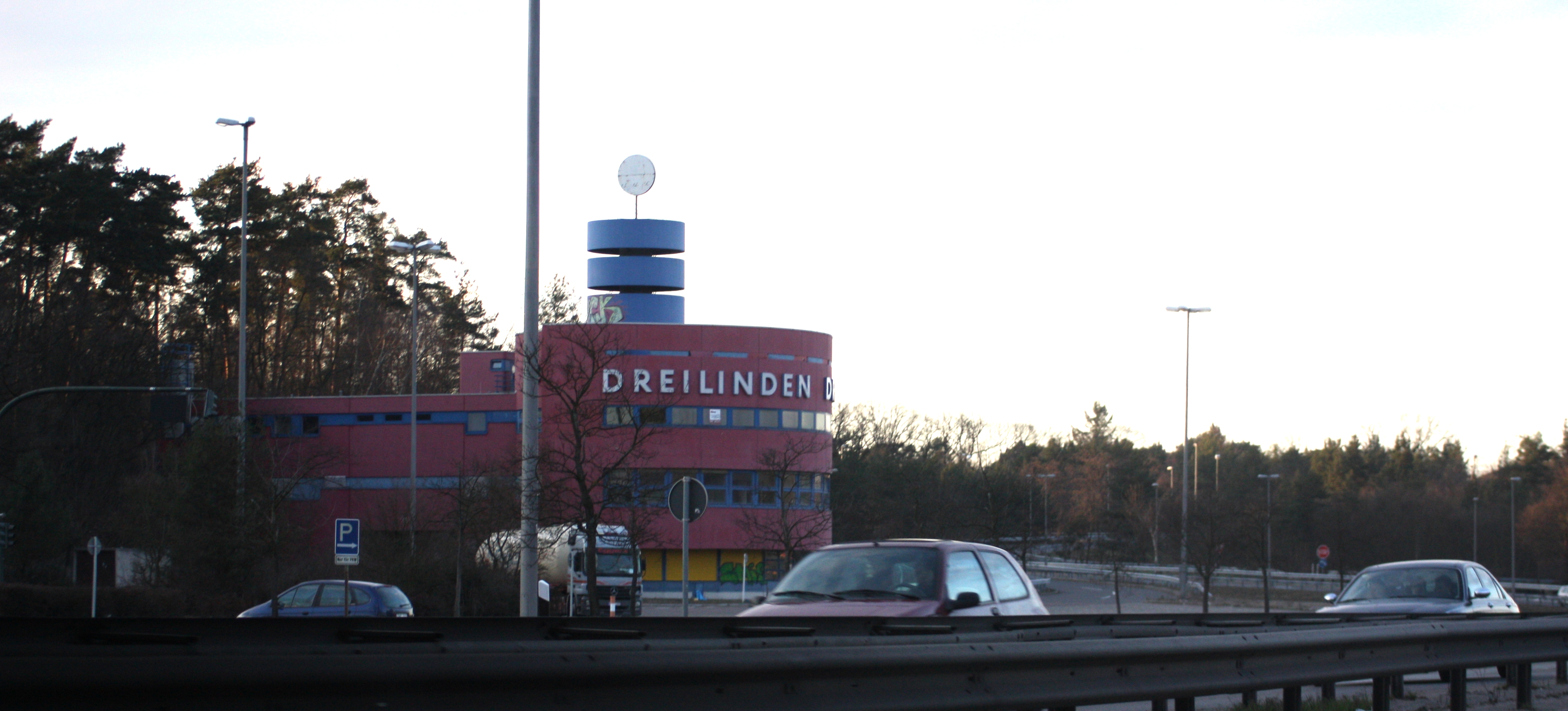
2009年的检查站
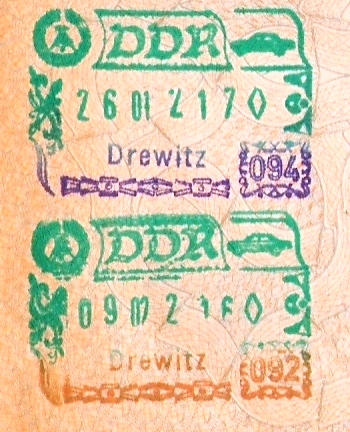
普拉伯检查哨的入境章